# Мартинов Сергій Олександрович (борець)
Сергій Олександрович Мартинов (рос. Сергей Александрович Мартынов; нар. 30 квітня 1971, Москва, РРФСР — 1997, Москва) — радянський та російський борець греко-римського стилю, чотириразовий чемпіон світу, триразовий чемпіон та срібний призер чемпіонатів Європи, срібний призер Кубку світу, срібний призер Олімпійських ігор. Заслужений майстер спорту СРСР з греко-римської боротьби.

## Життєпис
Боротьбою почав займатися з 1981 року. У 1989 році став чемпіоном Європи серед юніорів.
Виступав за ЦСКА Москва. Тренер — В. Кантерман.
Чемпіон СРСР (1991) и СНД (1992).
Мартинов пішов зі спорту після Олімпіади 1996 року і почав працювати тренером з боротьби. Був головним тренером Збройних сил Росії з боротьби, але наступного року помер у досить молодому віці.

## Спортивні результати на міжнародних змаганнях

### Виступи на Олімпіадах
| Змагання                    | Збірна            | Вагова категорія                 | Місце  |
| --------------------------- | ----------------- | -------------------------------- | ------ |
| Літні Олімпійські ігри 1992 | Об'єднана команда | греко-римська боротьба, до 62 кг | Срібло |
| Літні Олімпійські ігри 1996 | Росія             | греко-римська боротьба, до 62 кг | 8      |

### Виступи на Чемпіонатах світу
| Змагання                        | Збірна | Вагова категорія                 | Місце  |
| ------------------------------- | ------ | -------------------------------- | ------ |
| Чемпіонат світу з боротьби 1991 | СРСР   | греко-римська боротьба, до 62 кг | Золото |
| Чемпіонат світу з боротьби 1993 | Росія  | греко-римська боротьба, до 62 кг | Золото |
| Чемпіонат світу з боротьби 1994 | Росія  | греко-римська боротьба, до 62 кг | Золото |
| Чемпіонат світу з боротьби 1995 | Росія  | греко-римська боротьба, до 62 кг | Золото |

### Виступи на Чемпіонатах Європи
| Змагання                         | Збірна            | Вагова категорія                 | Місце  |
| -------------------------------- | ----------------- | -------------------------------- | ------ |
| Чемпіонат Європи з боротьби 1992 | Об'єднана команда | греко-римська боротьба, до 62 кг | Золото |
| Чемпіонат Європи з боротьби 1993 | Росія             | греко-римська боротьба, до 62 кг | Золото |
| Чемпіонат Європи з боротьби 1994 | Росія             | греко-римська боротьба, до 62 кг | 17     |
| Чемпіонат Європи з боротьби 1995 | Росія             | греко-римська боротьба, до 62 кг | Срібло |
| Чемпіонат Європи з боротьби 1996 | Росія             | греко-римська боротьба, до 62 кг | Золото |

### Виступи на Кубках світу
| Змагання                    | Збірна | Вагова категорія                 | Місце  |
| --------------------------- | ------ | -------------------------------- | ------ |
| Кубок світу з боротьби 1992 | Росія  | греко-римська боротьба, до 62 кг | Срібло |

### Виступи на інших змаганнях
| Змагання                           | Збірна | Вагова категорія                 | Місце  |
| ---------------------------------- | ------ | -------------------------------- | ------ |
| Гран-прі Німеччини з боротьби 1993 | Росія  | греко-римська боротьба, до 62 кг | Золото |

### Виступи на змаганнях молодших вікових груп
| Змагання                                       | Збірна | Вагова категорія                 | Місце  |
| ---------------------------------------------- | ------ | -------------------------------- | ------ |
| Чемпіонат Європи з боротьби серед юніорів 1989 | СРСР   | греко-римська боротьба, до 63 кг | Золото |